# 堺村 (長野県)
堺村（さかいむら）は長野県下高井郡にあった村。現在の下水内郡栄村大字堺にあたる。

## 地理
- 山：高倉山（2ヶ所）、大次郎山、木島山、台倉山、遠見山、鳥甲山、障子峰、大倉山、八十三山、堂峰山、白砂山、佐武流山、赤倉山、大岩山、龍ノ峰、苗場山、横山、布岩山、屋敷山、西ノ岩菅、飯盛山、法師山、三ツ山
- 河川：千曲川、中津川

## 歴史
- 1875年（明治8年）6月 - 高井郡志久見村及び箕作村が合併して、高井郡堺村が発足する。
- 1879年（明治12年）1月4日 - 所属郡が下高井郡に変更する。
- 1889年（明治22年）4月1日 - 町村制の施行により、下高井郡堺村の区域をもって、下高井郡堺村が発足する。
- 1956年（昭和31年）9月30日 - 下水内郡水内村及び下高井郡堺村が合併して、下水内郡栄村が発足する。